# Jeden tydzień
Jeden tydzień (ang. One Week) – amerykański komediowy krótkometrażowy film niemy z 1920 roku w reżyserii Bustera Keatona oraz Edwarda F. Cline'a.

## Wyróżnienia
| Rok wpisania | National Film Registry |
| ------------ | --- |
| 2008         | Lista filmów budujących dziedzictwo kulturalne USA utworzona przez National Film Preservation Board i przechowywana w Bibliotece Kongresu Stanów Zjednoczonych |